# برايان كاربنتر
برايان كاربنتر (بالإنجليزية: Brian Carpenter)‏ هو مغني أمريكي، ولد في 13 ديسمبر 1971 في ملبورن في الولايات المتحدة.